# Lac Montbeillard
Lac Montbeillard är en sjö i Kanada.   Den ligger i regionen Abitibi-Témiscamingue och provinsen Québec, i den sydöstra delen av landet, 400 km nordväst om huvudstaden Ottawa. Lac Montbeillard ligger 266 meter över havet.
I omgivningarna runt Lac Montbeillard växer i huvudsak blandskog. Trakten runt Lac Montbeillard är nära nog obefolkad, med mindre än två invånare per kvadratkilometer.